# 鍵 (1958年の映画)
『鍵』（The Key）は1958年のイギリスの映画。出演はウィリアム・ホールデンなど。
日本では初公開後、テレビで『鍵・怒濤北大西洋作戦』の題で放送された。

## キャスト
※括弧内は日本語吹替（初回放送1971年12月5日『日曜洋画劇場』）
- デヴィッド・ロス：ウィリアム・ホールデン（近藤洋介）
- クリス・フォード：トレヴァー・ハワード（和田文夫）
- ステラ：ソフィア・ローレン（今井和子）
- ヴァン・ダム：オスカー・ホモルカ
- ヘルガ：パッシー・ケリー
- ケイン：キーロン・ムーア
- ワドロー：バーナード・リー（塩見竜介）

## スタッフ
- 監督：キャロル・リード
- 製作・脚本：カール・フォアマン
- 原作：ヤン・デ・ハルトグ
- 撮影：オズワルド・モリス
- 編集：バート・ベイツ
- 音楽：マルコム・アーノルド

## 受賞歴
- 1958年英国アカデミー賞 - 男優賞（国内／トレヴァー・ハワード）